# Teddy Purcell
Edward Purcell noto come Teddy (St. John's, 8 settembre 1985) è un hockeista su ghiaccio canadese professionista che gioca nel ruolo di ala destra. Dalla stagione 2014-2015 gioca per i Edmonton Oilers.